# Horornis
Horornis är ett släkte inom familjen cettior. Släktets arter är ganska små insektsätande sångare, anpassade för födosök i tät vegetation och förekommer från Sydostasien till västra Stilla havet. På ovansidan är de bruna, eller gråaktiga och undertill är de sandfärgade eller ljust grå. Förutom ett tydligt ögonbrynsstreck saknar fjäderdräkten mönster.
Artena inom Horornis har tidigare ingått i släktet Cettia, men genetiska studier visar att dessa arter är närmare släkt med släktena Phyllergates, Abroscopus och Tickellia än med t.ex. sumpcettia (Cettia cetti). Den senaste beskrivna arten är bougainvillecettia (H. haddeni), endemisk för ön Bougainville. Enligt AviList omfattar släktet 12 arter:
- Luzoncettia (Horornis seebohmi)
- Japansk cettia (Horornis diphone)
- Gulahavscettia (Horornis canturians)
- Palaucettia (Horornis annae)
- Tanimbarcettia (Horornis carolinae)
- Makiracettia (Horornis parens)
- Bougainvillecettia (Horornis haddeni)
- Fijicettia (Horornis ruficapilla)
- Brunsidig cettia (Horornis fortipes)
- Himalayacettia (Horornis brunnescens)
- Drillcettia (Horornis acanthizoides)
- Buskcettia (Horornis flavolivaceus)